# Glypta dorsiatomanae
Glypta dorsiatomanae är en stekelart som beskrevs av Dasch 1988. Glypta dorsiatomanae ingår i släktet Glypta och familjen brokparasitsteklar. Inga underarter finns listade i Catalogue of Life.